# 韩刚
韩刚（1955年4月—），男，北京人，中国导演。毕业于北京电影学院。代表作有电视剧《钢铁是怎样炼成的》、《宰相刘罗锅》、《咱爸咱妈》等。